# Кёниг-Салми, Врони
Врони Кёниг-Салми (нем. Vroni König-Salmi; 9 июля 1969, Веллингтон, Новая Зеландия) — швейцарская ориентировщица, чемпионка мира и Европы по спортивному ориентированию.
Впервые приняла участие на чемпионатах мира в 1989 году.
С тех пор участвовала в составе сборной Швейцарии на всех мировых первенствах за исключением чемпионата мира в Киеве. Уникальность Врони состоит не только в том, что она принимала участие в 12 чемпионатах мира. Более впечатляющим является тот факт, что в возрасте 39 лет она смогла завоевать серебряную медаль на чемпионате мира в Чехии в 2008 году.
Её первое золото на чемпионате мира в 2001 году стало историческим. Это был первый чемпионат, на котором разыгрывались золотые медали в дисциплине спринт.
Напомним, что до 2001 года на мировых первенствах разыгрывались только две индивидуальные дисциплины — короткая и классическая.
Годом позже она стала первой в спринте и на европейском первенстве.
Таким образом, она стала первой женщиной, которой удалось завоевать золотые медали в спринте как на европейском так и на мировом первенстве.
Более 10 лет выступала за финский клуб Turun Suunnistajat,
с которым в 2002 году выиграла самую престижную финскую эстафету Венла (фин. Venla).
Чемпионат мира 2010 года стал последним для Кёниг-Салми. В октябре 2010 года она приняла решение, что не будет представлять Швейцарию на чемпионате мира 2011 во Франции и поедет туда исключительно как зритель. Завершив карьеру топ-спортсмена, она вернулась в Швейцарию. До этого она почти постоянно жила в Финляндии. На родине она работает в национальном тренировочном центре по ориентированию, где поддерживает различные проекты, связанные с подготовкой швейцарской сборной. В частности, с осени 2011 года является личным тренером Симоны Ниггли.
Врони замужем за финским ориентировщиком Янни Салми (фин. Janne Salmi), мать четверых детей.